# Fifth/Lake (métro de Chicago)
Fifth/Lake est une station, fermée et disparue, de la Lake Street Elevated, devenue depuis une section de l'Union Loop, du métro de Chicago. Elle était située à l'angle de la Cinquième Avenue (renommée Wells Street) et de Lake Street, dans le centre de Chicago aux États-Unis.
Mise en service en 1895, elle est déplacée en 1897 puis fermée et détruite en 1899.

## Situation sur le réseau
La station Fifth/Lake fermée et détruite était située sur l'emplacement actuel de la tour 18 sur l’Union Loop.

## Histoire
Fifth/Lake est mise en service le 22 septembre 1895, lors de l'ouverture à l'exploitation d'un prolongement  Wabash par la Lake Street Elevated,.
Elle fut reconstruite en 1897, en la déplaçant de soixante mètres vers l’ouest, afin que les aiguillages vers les autres côtés du Loop puissent y être placés en provenance de Fifth Street (devenue entretemps Wells Street). Vu la présence de ces derniers, Fifth/Lake fut également la seule station du Loop d’origine qui n’était accessible que par le rail extérieur, l’espace pour la plateforme du rail intérieur étant utilisé par ces aiguillages. Elle est fermée le 17 décembre 1899, puis détruite afin de permettre la connexion des voies de la Northwestern Elevated en provenance du nord de Chicago,. 
Aujourd’hui, l’ancienne station est connue comme l’emplacement de la tour 18 qui contrôle les aiguillages d’entrée et de sortie du Loop pour les lignes verte, orange, brune, rose et mauve.